# Mystrium oberthueri
Mystrium oberthueri är en myrart som beskrevs av Auguste-Henri Forel 1897. Mystrium oberthueri ingår i släktet Mystrium och familjen myror. Inga underarter finns listade i Catalogue of Life.

## Bildgalleri

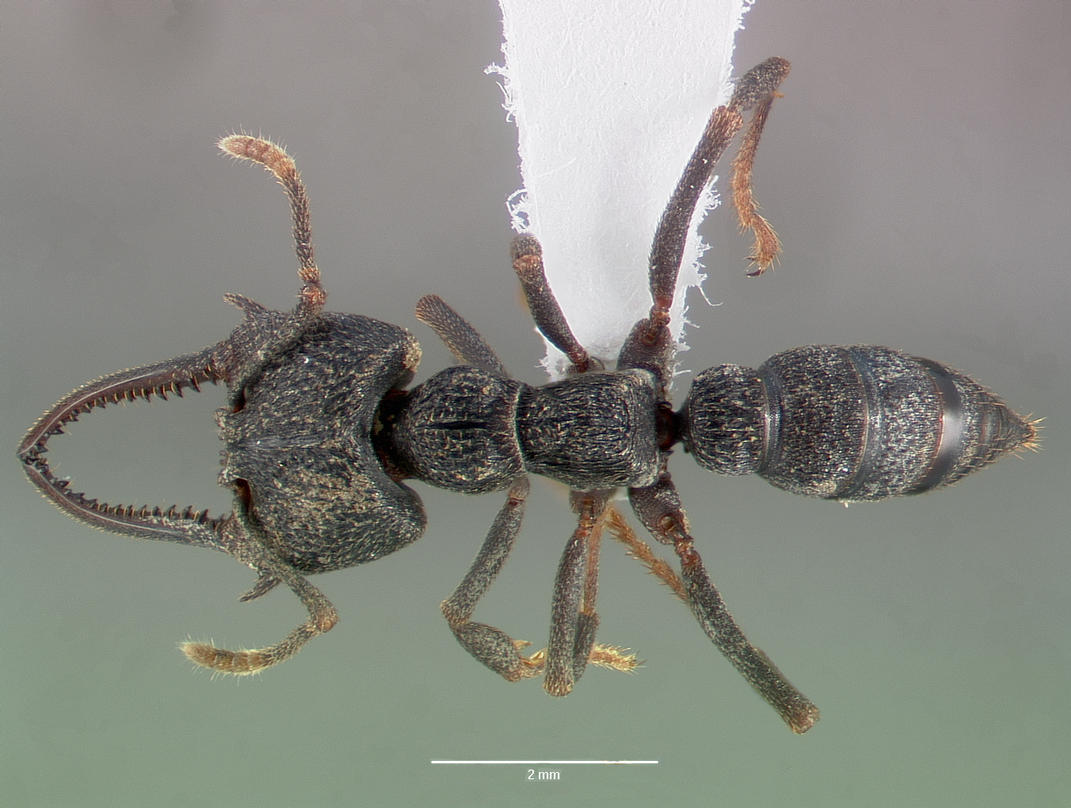
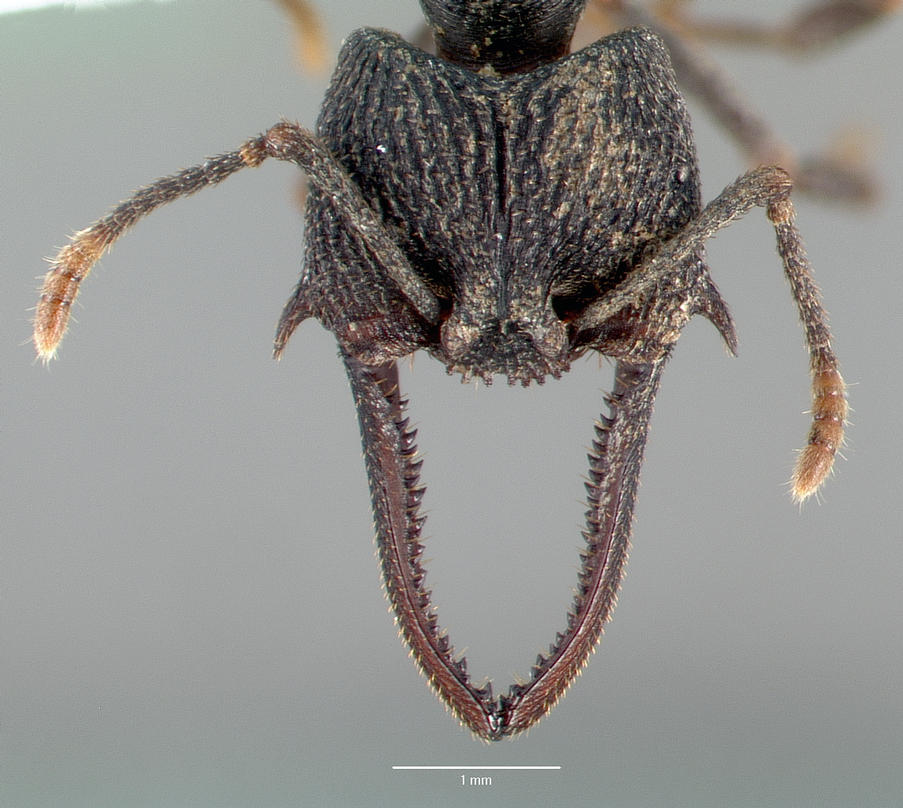
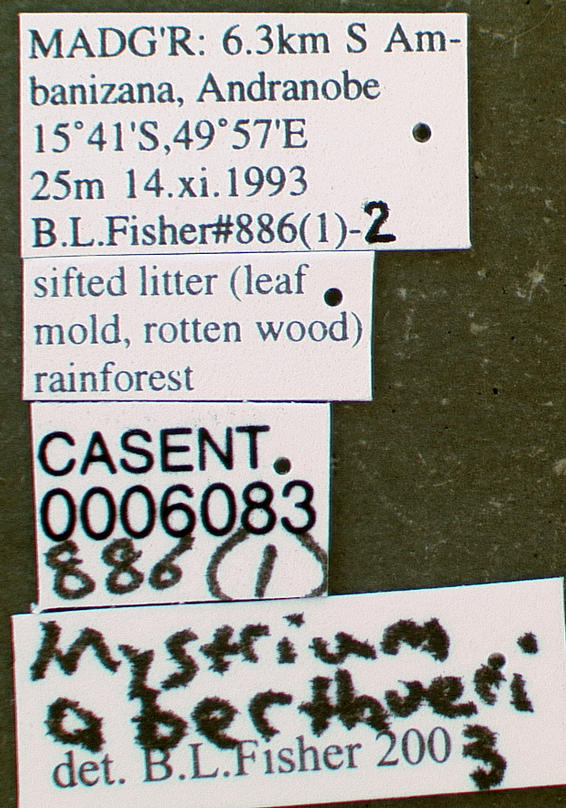
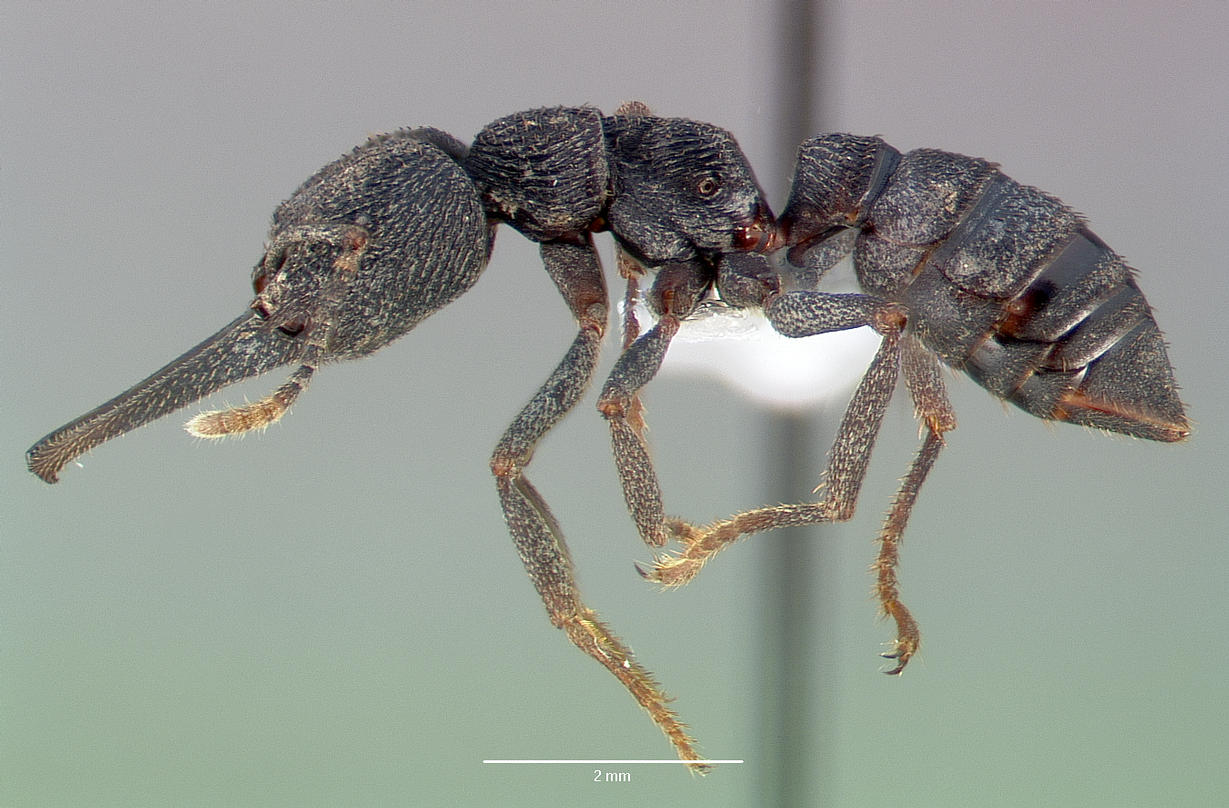
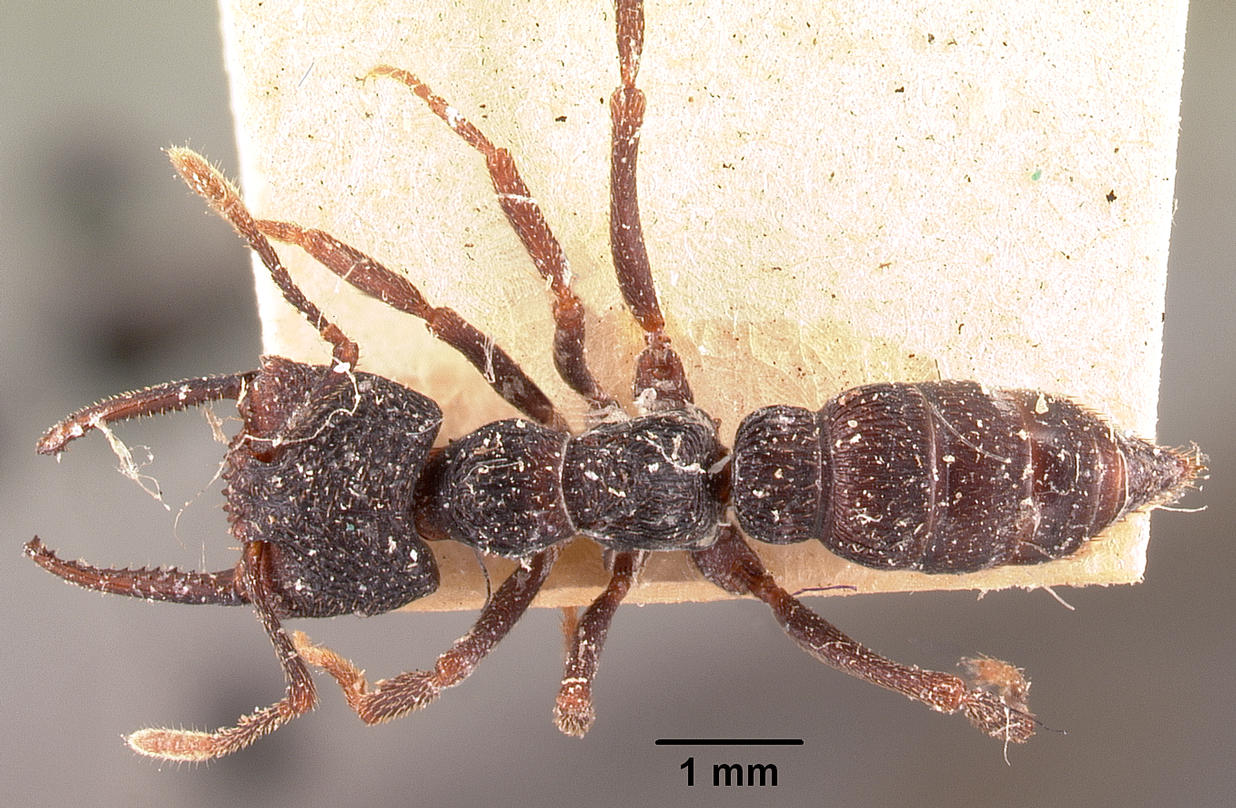
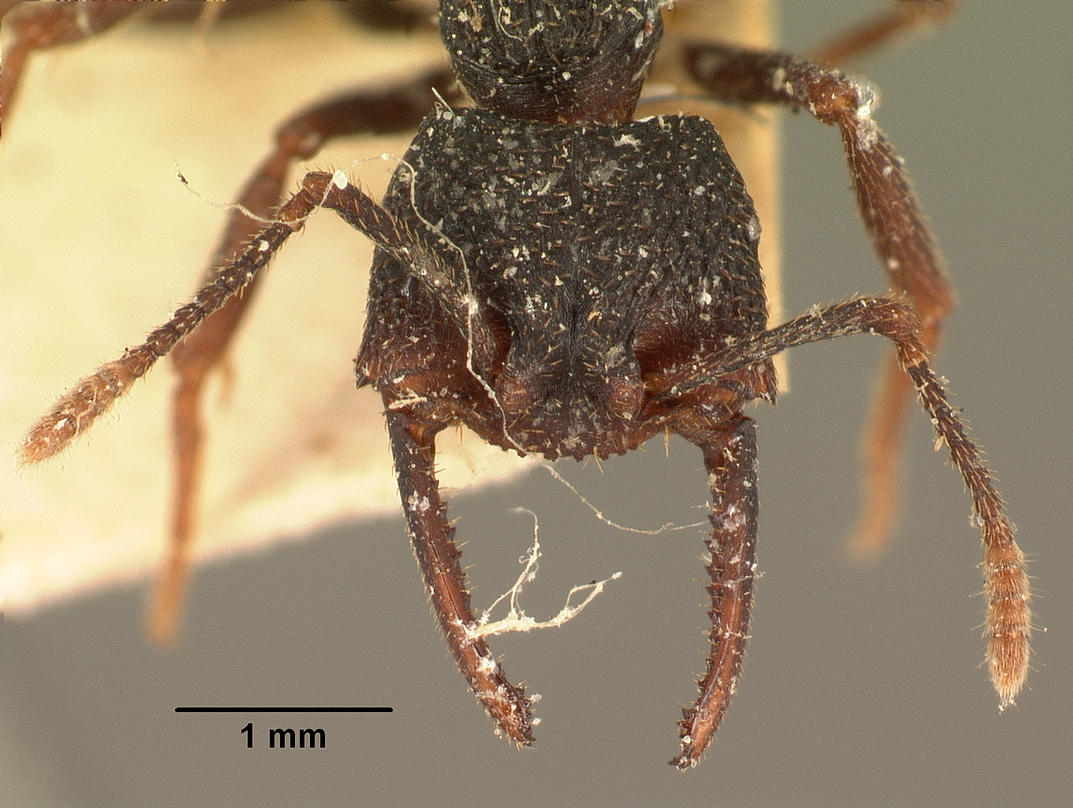